# Сан-Никола-да-Толентино
Церковь Сан-Никола-да-Толентино (итал. Chiesa di San Nicola da Tolentino) — церковь в Венеции, в сестиере (районе) Санта-Кроче, недалеко от Пьяццале Рома. Иногда церковь называют кратко: Tolentini. Посвящена святому Николаю Толентинскому. Прилегающий монастырь Толентини является резиденцией Венецианского университета IUAV (Института архитектуры).

## История
После разрушения Рима в 1527 году (итал. Sacco di Roma), когда войска императора Карла V Габсбурга взяли «Вечный город» и разграбили его, основатель театинского ордена Каэтан Тиенский бежал из Рима в Венецию и получил от венецианского Сената монастырь Святого Николая Толентинского для своей монашеской общины. Театинцы были активны в Венеции, заботясь о бедных, ухаживая за больными, особенно в период эпидемии чумы 1528 года.
Во время бомбардировки города австрийскими войсками в 1849 году зданию церкви был нанесён большой ущерб: пушечное ядро пробило купол и упало недалеко от главного алтаря. В память об этом эпизоде ядро вмуровано в фасад здания.
В бывших помещениях Толентинского монастыря, отреставрированных в 1956—1968 годах, теперь располагается Институт архитектуры Венецианского университета. Здесь же проходят научные конференции и музыкальные концерты. Церковь является официальной площадкой оркестра «Orchestra Mosaico Barocco» и квартета «Cuarteto Major».

## Архитектура
Церковь была построена Винченцо Скамоцци, убеждённым палладианцем, между 1591 и 1602 годами. Фасад храма на фоне окружающей застройки выглядит изящной цитатой из Палладио, однако пронаос с шестиколонным портиком коринфского ордера был построен между 1706 и 1714 годами по проекту другого архитектора: Андреа Тирали.
План церкви соответствует постановлениям Тридентского собора, которые сам Палладио уже реализовал в церквях Сан-Джорджо-Маджоре (1566—1591) и Иль Реденторе (1577—1580): один просторный неф, трансепт, приближенный к алтарю, и боковые капеллы.
Средокрестие церкви изначально имело купол. Однако купол рухнул вскоре после его завершения и был заменён конической крышей над барабаном с росписью внутри работы Джироламо Менгоцци Колонна, имитирующей купольное перекрытие. Позднее купол и своды переписал Маттиа Бортолони.
Фасад церкви увенчан треугольным фронтоном с необычным овальным окном, напоминающим барочное окно «перла барока» («испорченная жемчужина»).
Квадратная в плане колокольня церкви начала XVIII века имеет высоту 47 м. Её верхний октогональный ярус перекрыт луковичным куполом.
Оформление интерьера церкви относится к XVII—XVIII векам, поэтому, в отличие от церквей Палладио, интерьер Сан-Никола-да-Толентино богато украшен лепниной, фресками, разноцветными мраморами и картинами. Главный алтарь спроектирован Бальдассаре Лонгеной. Скиния условно воспроизводит кувуклию храма Гроба Господня в Иерусалиме. Мраморные ангелы и шесть ангелов-кариатид созданы фламандским скульптором Джусто Ле Куртом.
Среди алтарных картин выделяются «Святой Лаврентий, раздающий церковные ценности бедным» и «Видение Святого Иеронима» Бернардо Строцци, Картины Иоганна Лисса, Падованино, Пальмы иль Джоване.
Барочный орган церкви приписывают хорватско-итальянскому органному мастеру Пьетро Наккини (1694—1769). Он почти полностью сохранился в первозданном виде. В церкви захоронены дожи Джованни I Корнер, Франческо Корнер, Джованни II Корнер и Паоло Реньер. Надгробный памятник патриарху Джанфранческо Морозини (1683) изготовил последователь Бернини генуэзский скульптор Филиппо Пароди.

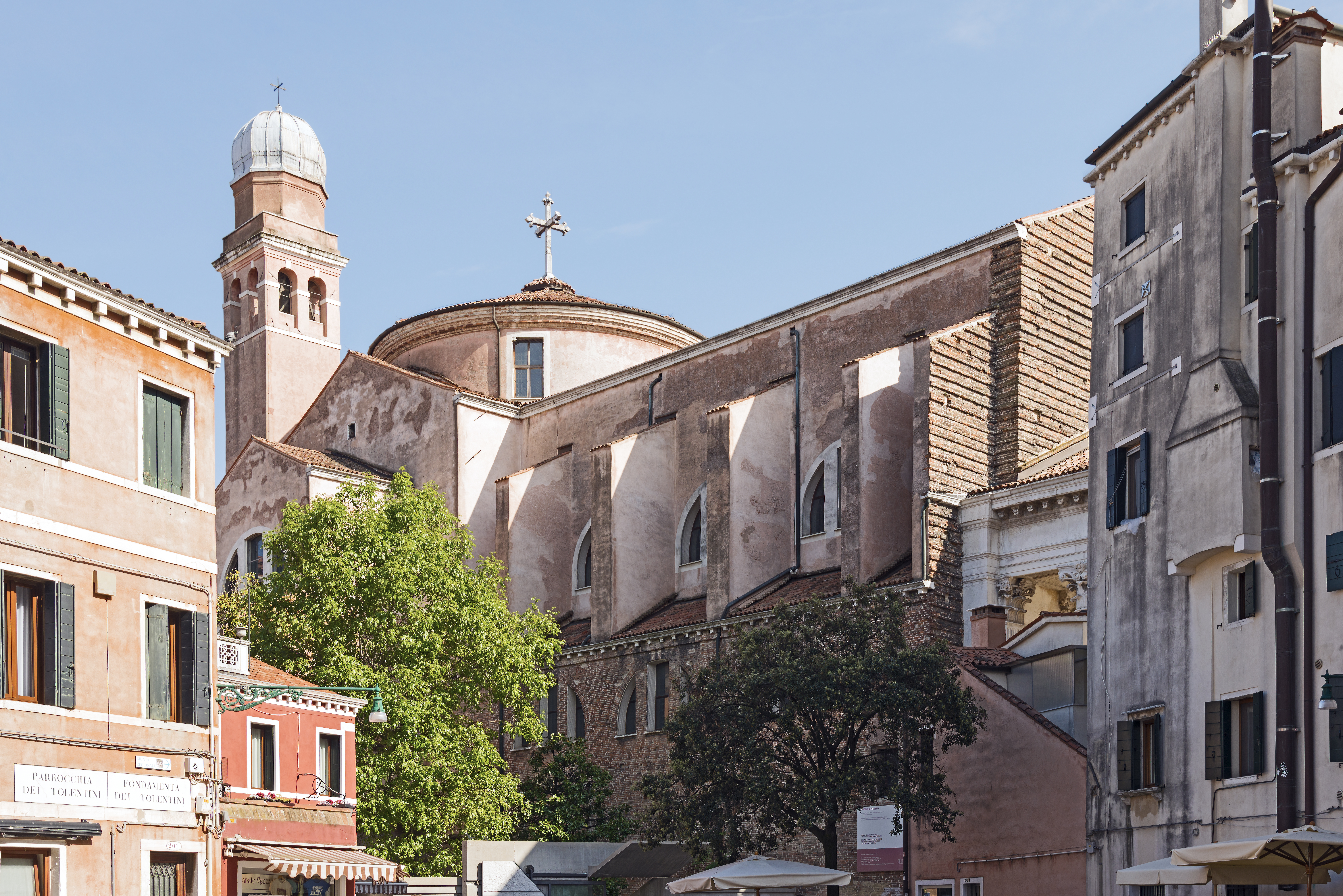
Боковой фасад и колокольня церкви
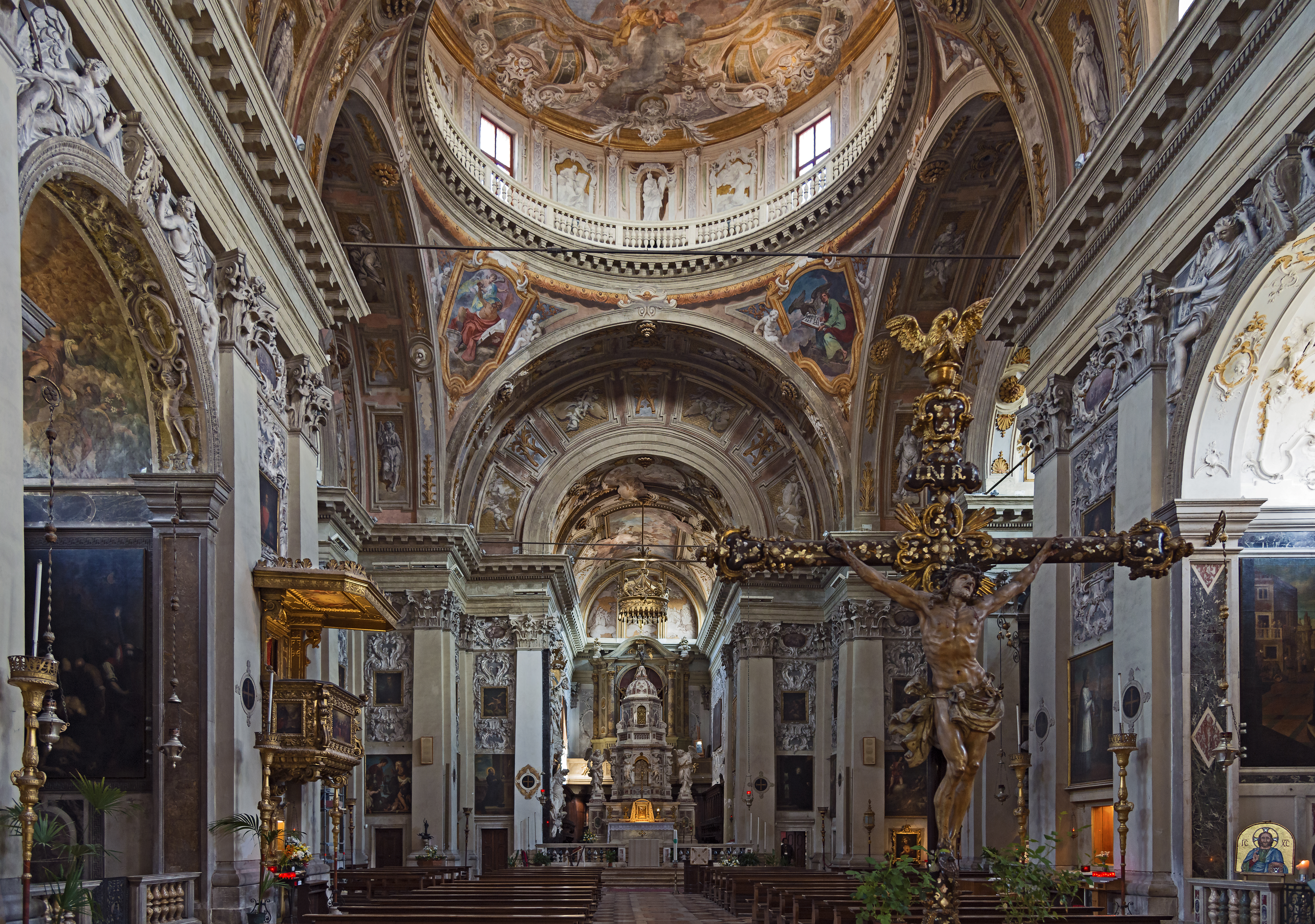
Интерьер
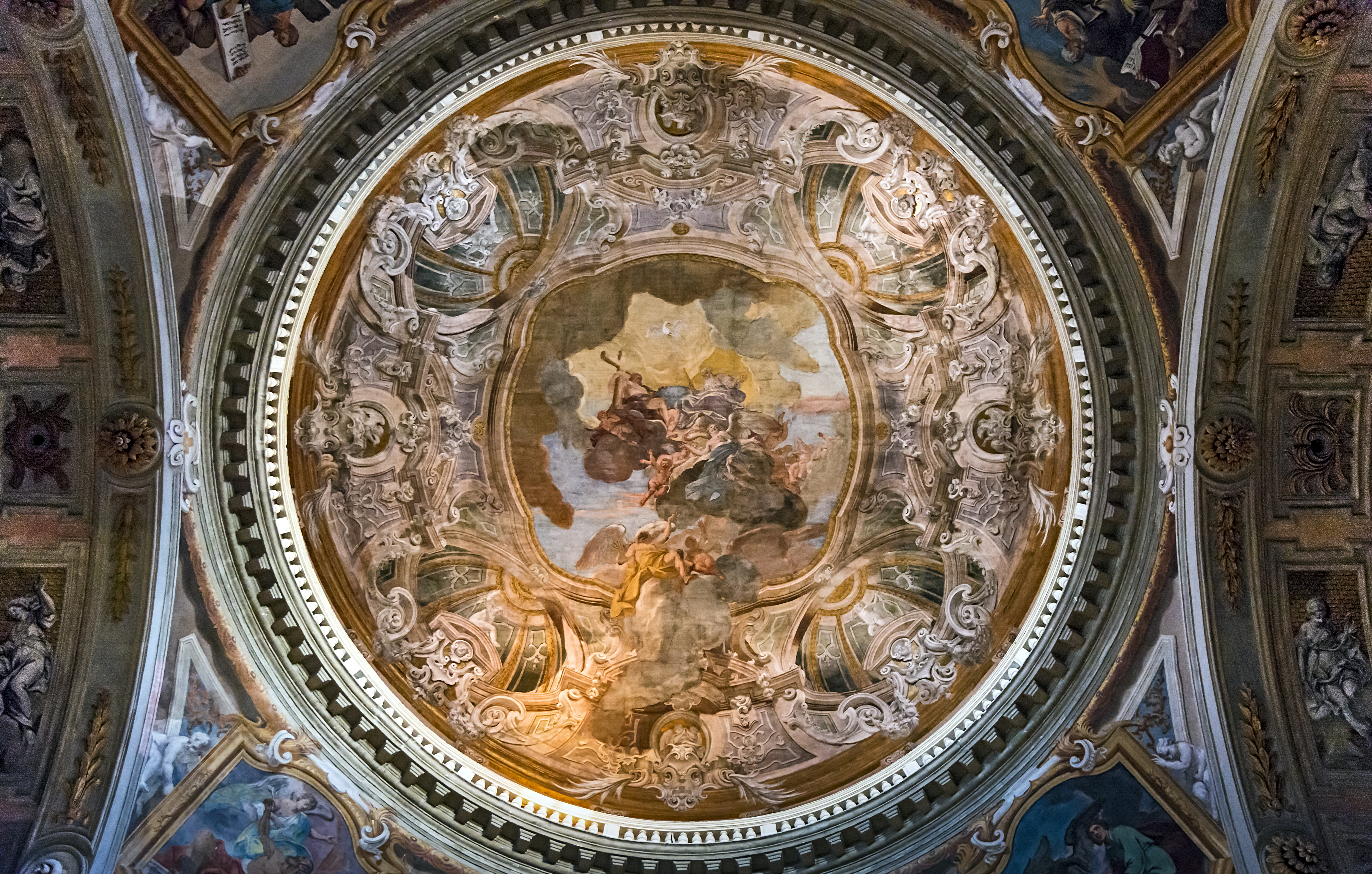
М. Бортолони. Слава Святого Гаэтана. Роспись купола
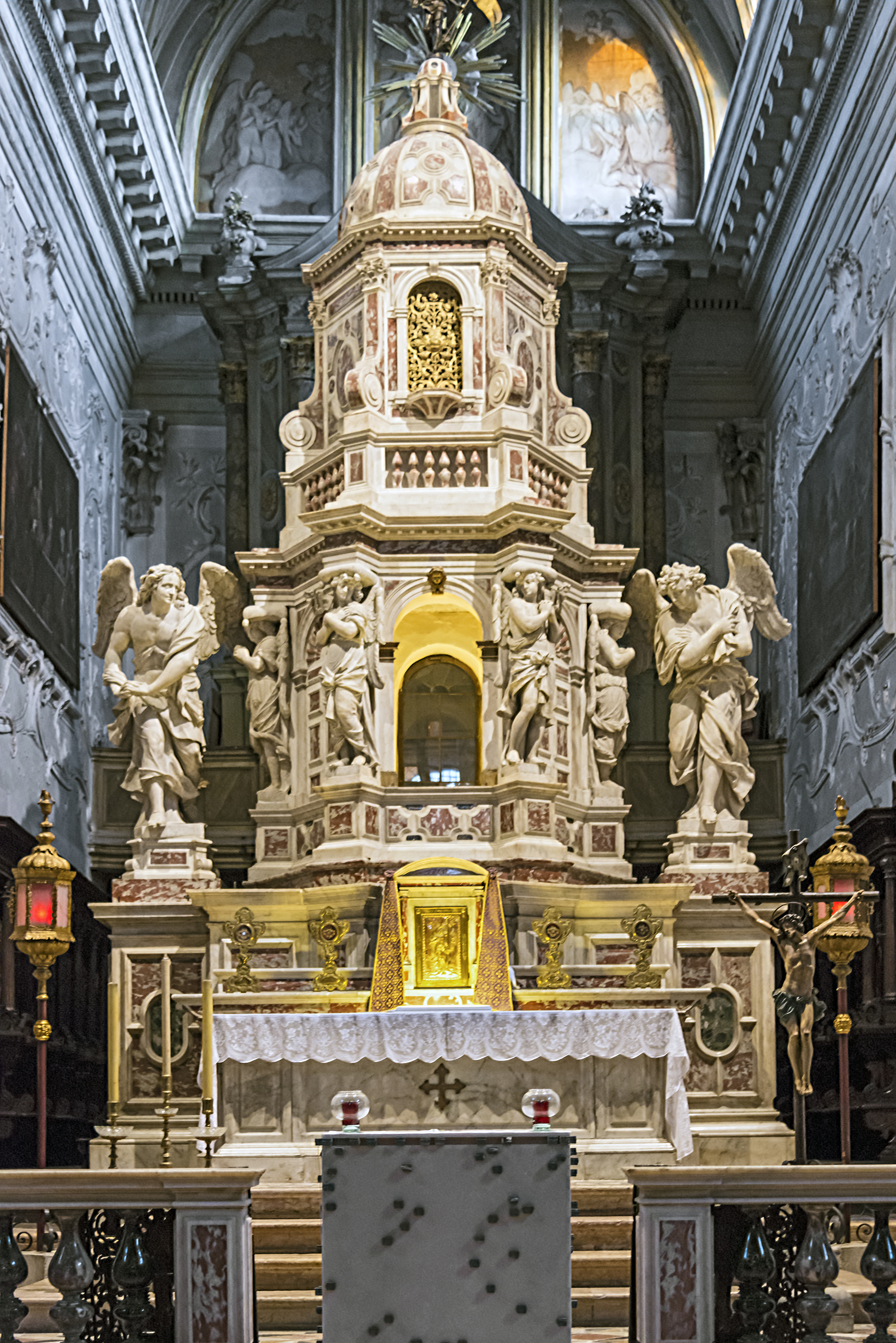
Главный алтарь. Проект Бальдассаре Лонгены. Скульптуры Джусто Ле Курта
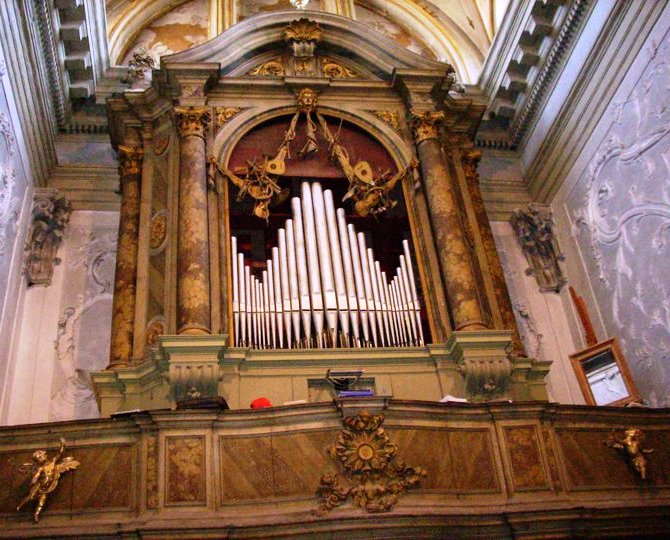
Орган церкви. П. Наккини